# Edinburgh (Schiff, 1985)
Die HMS Edinburgh war ein Zerstörer der Sheffield-Klasse (Typ 42) der Royal Navy des Vereinigten Königreichs. Ihr Spitzname ist Fortress of the Sea.

## Geschichte
Im Jahre 1990 wurde das Schiff mit dem Waffensystem Phalanx CIWS ausgerüstet. 1994 nahm sie an den 50. Jahrestagfeiern der D-Day-Anlandungen in der Normandie teil. Danach wurde sie 1998 in den Südatlantik vor die Falklandinseln verlegt, wo sie verschiedene südamerikanische Anschlüsse bewachte. Im Januar 2003 wurde sie in den Persischen Golf beordert, um am Irakkrieg gegen den Diktator Saddam Hussein teilzunehmen. Ab 2004 kreuzte sie im Rahmen des Krieges gegen den Terror im Mittelmeerraum. Zwischen 2004 und 2008 fanden Modifikationen der Bewaffnung statt.
Am 6. Juni 2013 wurde die Edinburgh als letztes Schiff der Sheffield-Klasse in Portsmouth außer Dienst gestellt. Das Schiff wurde in Aliağa abgewrackt.